# Kullamaa
Kullamaa – wieś w Estonii, w prowincji Lääne, ośrodek administracyjny gminy Kullamaa. W 2006 roku wieś zamieszkiwało 335 osób.